# Сльондковиці
Сльондковиці (пол. Ślądkowice) — село в Польщі, у гміні Длутув Паб'яницького повіту Лодзинського воєводства.
Населення — 256 осіб (2011).
У 1975-1998 роках село належало до Пйотрковського воєводства.

## Демографія
Демографічна структура станом на 31 березня 2011 року:
|          | Загалом | Допрацездатний вік | Працездатний вік | Постпрацездатний вік |
| -------- | ------- | ------------------ | ---------------- | -------------------- |
| Чоловіки | 134     | 27                 | 88               | 19                   |
| Жінки    | 122     | 18                 | 68               | 36                   |
| Разом    | 256     | 45                 | 156              | 55                   |